# Roden Cutler
Sir Arthur Roden Cutler, VC, AK, KCMG, KCVO, CBE (24 de maio de 1916 – 21 de fevereiro de 2002), conhecido como Sir Roden Cutler, foi um militar e diplomata australiano, governador de Nova Gales do Sul e galardoado com a Cruz Vitória.
Estudou economia na Universidade de Sydney e juntou-se ao Regimento da Universidade de Sydney em 1936. Em maio de 1940, mudou da milícia cidadã para a Segunda Força Imperial Australiana, recebendo uma comissão do 2.º/5.º Regimento de Campo da Royal Australian Artillery e da 7.ª Divisão Australiana, na Síria.. Em 1941 participou na campanha na Síria e Líbano. Durante a batalha de Damour, uma grave ferida causou-lhe a amputação da perna e recebe a Victoria Cross.
Depois da guerra, Cutler iniciou uma longa carreira no serviço diplomático. Aos 29 anos, foi nomeado Alto Comissário na Nova Zelândia (1946-1952). Serviu no Ceilão (atual Sri Lanka) (1952-1955) e foi o ministro australiano (embaixador) no Egito durante a crise do Suez em 1956.
Cutler foi Secretário Geral do Sudeste Asiático no Conselho de Ministros reunido em Canberra em janeiro de 1957 e tornou-se Chefe do Protocolo do Departamento de Relações Exteriores (1957-1958). Também foi alto comissário no Paquistão (1958-1961) e cônsul geral em Nova Iorque (1961-1965), durante o qual foi o representante australiano na Assembleia-Geral das Nações Unidas em 1962, 1963 e 1964 e foi o representante australiano para a independência da República da Somália em 1960.
O seu último posto foi como embaixador nos Países Baixos em 1965, mas foi interrompido em 1966, quando foi nomeado governador de Nova Gales do Sul, cargo que desempenharia até 1981.